# Suzanne Valadon
Suzanne Valadon właściwie: Marie Clémentine Valadon (ur. 23 września 1865, zm. 7 kwietnia 1938) – francuska malarka i graficzka, matka Utrilla.

## Życiorys
Imię Suzanne wymyślił dla niej Henri de Toulouse-Lautrec. Był przekonany, że takie bardziej pasuje do jej szalonej natury. Pracowała już od dziewiątego roku życia. Początkowo w cyrku, ale po wypadku została modelką. Była ulubienicą Renoira i główną modelką do scen kąpiących się na jego obrazach. Pozowała do słynnych "Parasolek". Była także związana z Erikiem Satie, francuskim kompozytorem.
Jej nieślubnym synem był Maurice Utrillo (1883–1955), także malarz i grafik, samouk. 
Miała czterdzieści trzy lata, gdy poznała swoją największa miłość – malarza André Uttera (1886–1948).
W 1937 r. wzięła udział w wystawie kobiet malarek w Petit Palais. Jej obrazy znalazły się obok płócien Berthe Morisot, Marie Laurencin, Maríi Blanchard, Evy Gonzalès i Soni Delaunay.
Zmarła na udar mózgu podczas malowania obrazu.

## Wybrane dzieła
- Adam i Ewa (1909)
- Dzbanek z kwiatami (1917)
- Nus (1919)
- Kościół Sacré-Coeur na Montmartrze (1919)
- Kobieta przy komodzie (1922)
- Autoportret (1923)
- Martwa natura (1923)
- Niebieski pokój (1923)
- Zameczek w Azergues (1927)
- Autoportret (1929)
- André Utter (1932)

## Galeria

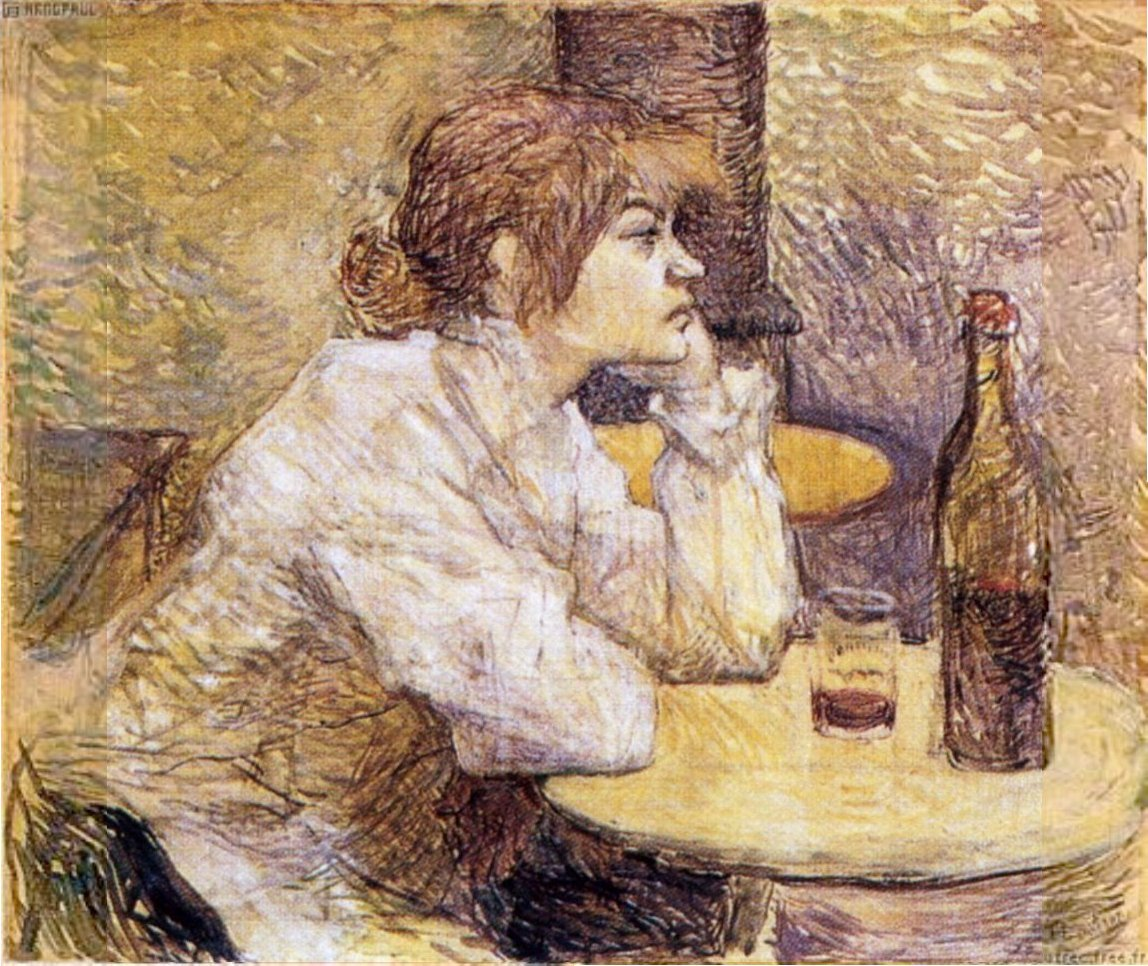
Henri de Toulouse-Lautrec: Suzanne Valadon
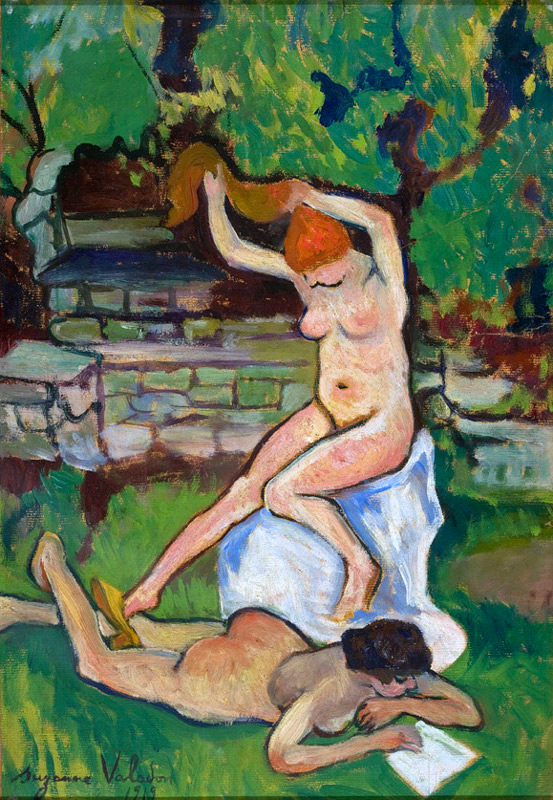
Suzanne Valadon: Nus
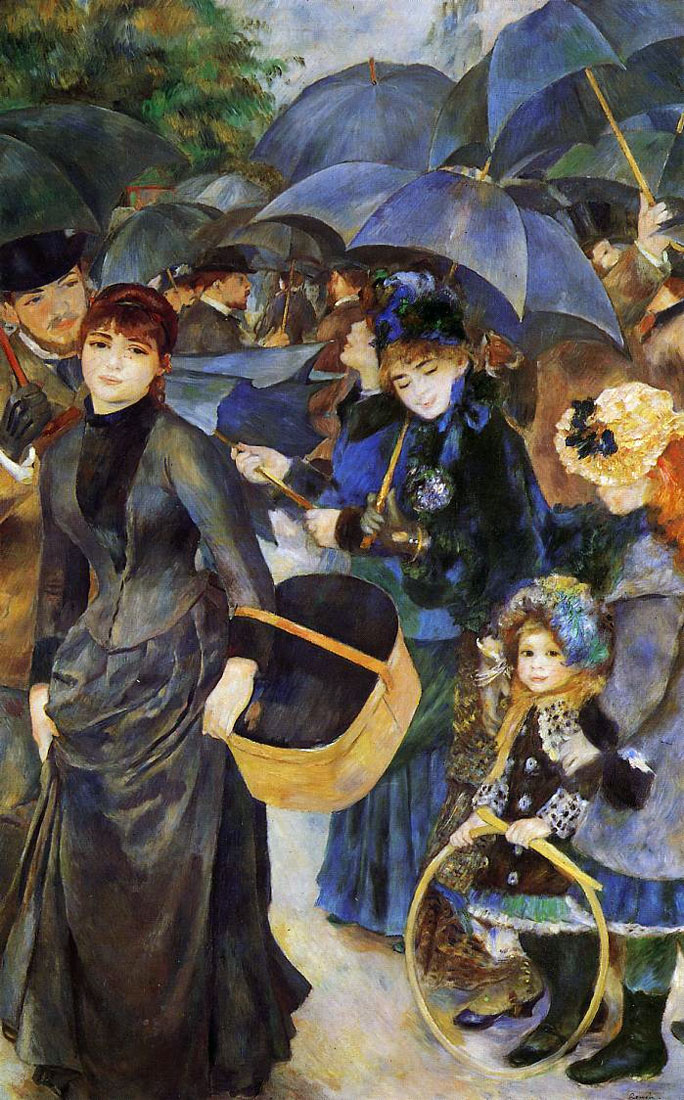
Auguste Renoir: Parasolki